# Lego Mixels
Lego Mixels est une gamme du jouet Lego sortie en mars 2014 et arrêtée deux ans après. Elle est composée de neuf séries, chacune regroupant plusieurs petites créatures pouvant s'assembler les unes aux autres. Elle est développée autour de la série d'animation Mixels, diffusée de 2013 à 2016.

## Séries
Chaque série se découpe en trois tribus de trois créatures. Chaque tribu est rassemblée autour d'un élément ou d'un sujet (comme le feu ou la nourriture, par exemple). Dans le paquet d'une des créatures de chaque tribu se trouve un Nixel, ennemi des Mixels.

### Série 1
Elle est sortie le 1er mars 2014.
- Infernites (feu)
  - 41500 - Flain
  - 41501 - Vulk et Nixel
  - 41502 - Zorch
- Cargster (roche)
  - 41503 - Krader et Nixel
  - 41504 - Seismo
  - 41505 - Shuff
- Electroids (électricité)
  - 41506 - Teslo et Nixel
  - 41507 - Zaptor
  - 41508 - Volectro

### Série 2
Elle est sortie le 1er juin 2014.
- Frosticons (glace)
  - 41509 - Slumbo et Nixel
  - 41510 - Lunk
  - 41511 - Flurr
- Fang Gang (bois)
  - 41512 - Chomly et Nixel
  - 41513 - Gobba
  - 41514 - Jawg
- Flexers (élasticité)
  - 41515 - Kraw
  - 41516 - Tentro
  - 41517 - Balk et Nixel

### Série 3
Elle est sortie le 1er septembre 2014.
- Glorp Corp (gluant)
  - 41518 - Glomp
  - 41519 - Glurt et Nixel
  - 41520 - Torts
- Spikels (épines)
  - 41521 - Footi
  - 41522 - Scorpi
  - 41523 - Hoogi et Nixel
- Wiztastics (magie)
  - 41524 - Mesmo
  - 41525 - Magnifo et Nixel
  - 41526 - Wizwuz

### Série 4
Elle est sortie le 1er février 2015.
- Orbitions (espace)
  - 41527 - Rokit et Nixel
  - 41528 - Niksput
  - 41529 - Nurp-Naut
- Infernites (feu)
  - 41530 - Meltus
  - 41531 - Flamzer et Nixel
  - 41532 - Burnard
- Glowkies (obscurité)
  - 41533 - Globert
  - 41534 - Vampos et Nixel
  - 41535 - Boogly

### Série 5
Elle est sortie le 1er juillet 2015.
- Klinkers (steampunk)
  - 41536 - Gox et Nixel
  - 41537 - Jinky
  - 41538 - Kamzo
- Frostitons (glace)
  - 41539 - Krog et Nixel
  - 41540 - Chilbo
  - 41541 - Snoof
- Lixers (langue)
  - 41542 - Spugg
  - 41543 - Turg et Nixel
  - 41544 - Tungster

### Série 6
Elle est sortie le 1er octobre 2015. Le Nixel de la tribu des Weldos est remplacé par le roi des Nixels.
- Weldos (chantier)
  - 41545 - Kramm
  - 41546 - Forx
  - 41547 - Wuzzo et Roi Nixel
- Glorp Corp (gluant)
  - 41548 - Dribbal
  - 41549 - Gurggle
  - 41559 - Slusho et Nixel
- Munchos (nourriture)
  - 41551 - Snax
  - 41552 - Berp et Nixel
  - 41553 - Vaka-Waka

### Série 7
Elle est sortie le 1er février 2016. Les thèmes de ces tribus sont très différents des autres, car ceux-ci se regroupent autour d'époques, de loisirs et de métiers.
- MCPD (Mixopolis City Police Departement) (police)
  - 41554 - Kuffs
  - 41555 - Busto et Nixel voleur
  - 41556 - Tiketz et cookironi
- Medievals (époque médiévale)
  - 41557 - Camillot
  - 41558 - Mixadel
  - 41559 - Paladum et Nixel
- Mixies (musique)
  - 41560 - Jamzy et Nixel avec yeux en étoile
  - 41561 - Tapsy
  - 41562 - Trumpsy

### Série 8
Elle est sortie le 1er juillet 2016 et reprend le principe de la série 7.
- MCFD (Mixopolis City Fire Departement) (pompiers)
  - 41563 - Splasho
  - 41564 - Aquad
  - 41565 - Hydro et Nixel enflammé
- Pirratz (pirates)
  - 41566 - Sharx
  - 41567 - Skulzy et Nixel pirate
  - 41568 - Lewt
- Medix (médecins)
  - 41569 - Surgeo
  - 41570 - Skurbz et Nixel à la jambe cassé
  - 41571 - Tuth

### Série 9
Elle est sortie le 1er octobre 2016 et reprend le principe de la série 7 et 8.
- Trachoz (éboueurs)
  - 41572 - Gobbol et Nixel sale
  - 41573 - Sweepz
  - 41574 - Compax
- Nindjas (ninjas)
  - 41575 - Cobrax et Nixel cagoulé
  - 41576 - Spinza
  - 41577 - Mysto
- Newzers (journalistes)
  - 41578 - Screeno
  - 41579 - Camsta et Nixel à lunettes
  - 41580 - Myke

## Série télévisée
La gamme a été dérivée en série télévisée constituée de trois saisons de 11 épisodes chacune. Elle est diffusée en français seulement en France sur Cartoon Network.